# Municipio de Bocoyna
El municipio de Bocoyna es uno de los 67 municipios que integran el estado mexicano de Chihuahua. Es conocido por sus paisajes serranos y atractivos turísticos.

## Geografía
Está localizado en plena región de la Sierra, a una altitud promedio de 2.400 m s. n. m., lo cual hace de sus poblaciones las más elevadas del estado de Chihuahua. Limita al norte con el municipio de Guerrero, al este con el municipio de Carichí , al sur con el municipio de Guachochi, al suroeste con el municipio de Urique y al oeste con el municipio de Maguarichi.

### Orografía e hidrografía

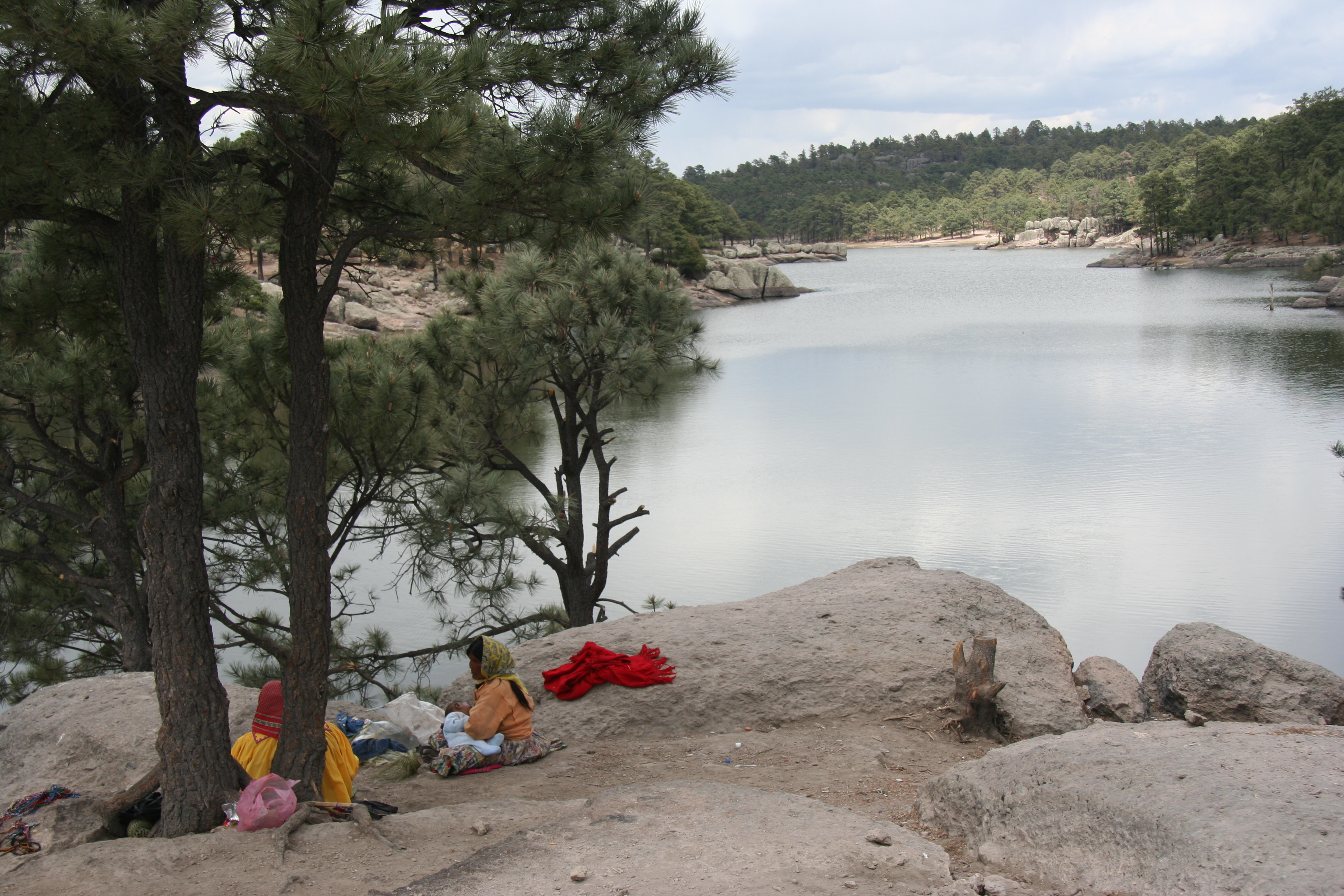
Lago de Arareco

El territorio está completamente surcado por la Sierra Madre Occidental, que en todo el municipio alcanza altitudes superiores a 2900 m s. n. m.
Hidrológicamente, es atravesado por la Divisora continental, es decir la línea que separa las cuencas hidrológicas de los ríos que desembocan en el Océano Pacífico y los que desembocan en el Océano Atlántico, En su territorio nace el más importante río del estado de Chihuahua, el Río Conchos, perteneciente a la vertiente del Atlántico; así como el Río Papigochi que posteriorimente se convierte en el Río Yaqui en el estado de Sonora, perteneciendo este a la Vertiente del Pacífico, además en su territorio se encuentra el Lago de Arareco.
La divisora continental divide al municipio en dos cuencas, la mitad occidental pertenece a la Cuenca del Río Fuerte y la Región hidrológica Sinaloa, mientras que la mitad oriental es parte de la Cuenca Río Conchos-Presa de la Colina y de la Región hidrológica Bravo-Conchos.

### Clima y ecosistemas
El clima que se registra en Bocoyna se divide en dos clasificaciones, la mayor parte del territorio registra el clima Semifrío subhúmedo con lluvias en verano y una pequeña región del suroeste del territorio registra clima clasificado como Templado subhúmedo con lluvias en verano; Bocoyna se caracteriza por sus inviernos fríos y con intensas nevadas, así por veranos cortos y de clima templado. La temperatura media anual que se registra en la mayor parte del territorio varía entre los 10 a 14 °C, con excepción en una región el noreste que es inferior a 10 °C y otra región del suroeste donde es de 14 a 16 °C; La precipitación total anual de la zona norte del municipio es de 800 a 1,000 mm y de la zona sur de 700 a 800 mm, siendo ambas de las más elevadas del estado de Chihuahua.
Su territorio está casi completamente cubierto de bosques de coníferas, a excepción de una pequeña zona central dedicada a la agricultura, siendo en este caso de temporal y mayormente dedicada al autoconsumo. y entre la fauna destacan la típica de los bosques de México, siendo principalmente coyote, lince rojo, venado cola blanca y oso negro.

## Demografía
Según el Censo de Población y Vivienda de 2010 realizado por el Instituto Nacional de Estadística y Geografía, la población del municipio de Bocoyna es de 23 351 habitantes, de los cuales 47% son hombres y 53% son mujeres.

### Localidades
En el censo de 2020 el municipio de Bocoyna contaba con 387 localidades.
| Código INEGI      | Localidad         | Población (2020) |
| ----------------- | ----------------- | ---------------- |
| 080090169         | San Juanito       | 10 741           |
| 080090034         | Creel             | 4 642            |
| 080090185         | Sisoguichi        | 911              |
| 080090001         | Bocoyna           | 619              |
| Otras localidades | Otras localidades | 6 438            |
| Total municipal   | Total municipal   | 23 351           |

## Comunicaciones
El municipio de Bocoyna se encuentra comunicado con el resto del estado de Chihuahua principalmente por carretera y ferrocarril. La principal carretera es la Carretera estatal 16 de Chihuahua que lo cruza de norte a sur, enlazando a San Juanito, Bocoyna, Estación Creel y al Lago de Arareco, existe además otra carretera que desde San Juanito comunica con el pueblo de Basaseachi en el municipio de Ocampo. El Ferrocarril Chihuahua al Pacífico, que fue el gran impulsor de desarrollo económico y turístico de la región, atraviesa el municipio en sentido paralelo a la carretera estatal 16, siendo sus principales estaciones las mismas poblaciones mencionadas con anterioridad. El ferrocarril es el principal medio de transporte de mercancías, así como de turismo, siendo uno de los pocos ferrocarriles que conservan el transporte de pasajeros en México.
Además de las carreteras y ferrocarril, el municipio cuenta que numerosos caminos rurales, revestidos y brechas que enlazan las comunidades más pequeñas del municipio, entre los principales de estos caminos destaca el que partiendo de la cabecera municipal, comunica a poblaciones como Sisoguichi.
Existen además aeropistas para servir al tráfico aéreo local, las principales están localizacas en Bocoyna, Creel, Sisoguichi y Pitorreal. Se encuentra en desarrollo el proyecto de convertir la aeropista de Creel en un aeropuerto regional que principalmente funcionaría para el servicio turístico, pudiendo convertirse en un detonante económico para la región.

## Política
Bocoyna fue creado como municipio el 26 de noviembre de 1911, con anterioridad, entre el 21 de noviembre de 1844 y el 13 de octubre de 1886 su territorio formó parte del Municipio de Sisoguichi, y de esa última fecha hasta la de su creación como municipio propio, fue parte del de Carichi.
El gobierno municipal lo encabeza el Ayuntamiento, que está conformado por el presidente municipal, un síndico y 10 regidores, 6 de mayoría relativa y 5 de representación proporcional. El Ayuntamiento es electo para un periodo de tres años que comienza el día 10 de octubre del año de la elección, no pudiendo ser reelecto para el periodo inmediato pero sí de manera alternada.

### División administrativa
El municipio se encuentra dividido en cuatro secciones municipales que son:
- Creel
- San Juanito
- Sisoguichi
- Ciénega de Guacayvo

### Representación legislativa
Para la elección de diputados federales y locales, el municipio se encuentra integrado en:
Local:
- Distrito electoral local 13 de Chihuahua con cabecera en La Junta.

Federal:
- Distrito electoral federal 9 de Chihuahua con cabecera en Hidalgo del Parral.

### Presidentes municipales
- (1989 - 1992): Guillermo Ruiz Melchor
- (1992 - 1995): Jaime Eduwiges González
- (1995 - 1998): Francisco Javier González Granados
- (1998 - 2001): Jaime Eduardo González Muñoz
- (2001 - 2004): Manuel Ramón Carrera Aguilar
- (2004 - 2007): Francisco Javier Núñez Núñez
- (2007 - 2010): Ernesto Estrada González
- (2010 - 2013): Abel Hipólito Gutiérrez González
- (2013 - 2016): Ernesto Estrada González
- (2016 - 2018): Héctor Edgardo Rochín González
- (2018 - 2021): Héctor Edgardo Rochín González